# Фоминское (Тутаевский район)
Фоминское — посёлок в Тутаевском районе Ярославской области России. Центр Фоминского сельского округа.
Расположен в 15 км к западу от Ярославля на правом берегу Волги. К западу от Фоминского проходит автодорога Р151 Ярославль — Тутаев — Рыбинск.

## История
Село Фоминское указано на плане Генерального межевания Борисоглебского уезда 1792 года. В 1825 Борисоглебский уезд был объединён с Романовским уездом. По сведениям 1859 года село относилось к Романово-Борисоглебскому уезду.

## Население
| 2001  | 2002  | 2003  | 2004  | 2005  | 2006  | 2007  |
| ----- | ----- | ----- | ----- | ----- | ----- | ----- |
| 2334  | ↘2223 | ↗2296 | ↘2273 | ↘2253 | ↗2263 | →2263 |
| 2008  | 2010  |       |       |       |       |       |
| ↗2272 | ↘2125 |       |       |       |       |       |

## Экономика
Основное предприятие поселка — птицефабрика ЗАО «Волна-2».

## Инфраструктура
В поселке есть Дом Культуры, два стадиона, хоккейный корт, гостиница, ДЮСШ № 2, банный комплекс, амбулатория, школа, детский сад, библиотека.

## Известные уроженцы и жители
- Никоноров Борис Викторович — российский игрок в пляжный футбол, футбольный функционер, чемпион мира 2021 г., победитель Евролиги и Межконтинентального кубка. Мастер спорта России международного класса.